# Klingenhof (Offenhausen)
Klingenhof ist ein Gemeindeteil der Gemeinde Offenhausen im Landkreis Nürnberger Land (Mittelfranken, Bayern). Klingenhof liegt in der Gemarkung Püscheldorf.

## Geografie

### Geografische Lage
Das Dorf liegt auf dem Hochplateau der Frankenalb. Die Kreisstraße LAU 6 führt nach Ittelshofen (0,7 km östlich) bzw. nach Weißenbrunn (2 km westlich).

### Geologie
Der Landschaftsraum von Klingenhof befindet sich im Süden der Hersbrucker Alb. Geologisch gehört die Hersbrucker Alb zum Frankenjura und ist Bestandteil des Südwestdeutschen Schichtstufenlandes. In der charakteristischen Juralandschaft von Klingenhof treten die darunter anstehenden geologischen Schichten Weißer Jura (Malm) und Brauner Jura (Dogger) zutage. Auf der Anhöhe lagerte sich Alblehm im Quartär über der Malmschicht ab. Der Rückstandslehm enthält Kieselrelikte, Bohnerz und andere äolische Komponenten.

### Klima
Klingenhof liegt in der kühl-gemäßigten Klimazone und weist ein humides Klima auf. Der Landschaftsraum des Dorfes befindet sich im Übergangsbereich zwischen dem feuchten atlantischen und dem trockenen Kontinentalklima. Nach der Klimaklassifikation von Köppen/Geiger zählt Klingenhof zum gemäßigten Ozeanklima (Cfb-Klima). Dabei bleibt die mittlere Lufttemperatur des wärmsten Monats unter 22 °C und die des kältesten Monats über −3 °C.

### Fließgewässer
Im Südosten des Siedlungsraumes von Klingenhof befindet sich das Quellgebiet des Herrnbachs. Das naturnahe Fließgewässer 3. Ordnung mündet in Kucha in den Hammerbach.

## Geschichte
Mit dem Gemeindeedikt (frühes 19. Jahrhundert) wurde Klingenhof dem Steuerdistrikt Kucha und der Ruralgemeinde Püscheldorf zugewiesen. Am 1. Mai 1978 wurde Klingenhof im Rahmen der Gebietsreform in Bayern nach Offenhausen eingemeindet.

## Sehenswertes in der Natur

### Klingenhofer Anger
An Klingenhof angrenzend befindet sich der Klingenhofer Anger, ein Hutanger und heute Biotopverbundsystem, das seit 1986 ein geschützter Landschaftsbestandteil ist. Er ist Standort jahrhundertealter Eichen, Buchen, Fichten und Föhren. Der besondere Wert des Angers liegt in seinem vorwiegenden Bestand an Magerrasenflächen und Halbtrockenrasengesellschaften für die Tier- und Pflanzenwelt speziell für die Schmetterlingsfauna.

### Freizeit
Klingenhof ist Ausgangspunkt für Wanderungen in die Umgebung, neben den bekannten Fernwanderwegen Frankenweg und Main-Donau-Weg führt nahe der Ortschaft auch der 2012 angelegte Frankische Dünenweg vorbei.